# CENPO
CENPO (англ. Centromere protein O) – білок, який кодується однойменним геном, розташованим у людей на короткому плечі 2-ї хромосоми.  Довжина поліпептидного ланцюга білка становить 300 амінокислот, а молекулярна маса — 33 786.
| 10         |  | 20         |  | 30         |  | 40         |  | 50         |
| ---------- |  | ---------- |  | ---------- |  | ---------- |  | ---------- |
| MEQANPLRPD |  | GESKGGVLAH |  | LERLETQVSR |  | SRKQSEELQS |  | VQAQEGALGT |
| KIHKLRRLRD |  | ELRAVVRHRR |  | ASVKACIANV |  | EPNQTVEINE |  | QEALEEKLEN |
| VKAILQAYHF |  | TGLSGKLTSR |  | GVCVCISTAF |  | EGNLLDSYFV |  | DLVIQKPLRI |
| HHHSVPVFIP |  | LEEIAAKYLQ |  | TNIQHFLFSL |  | CEYLNAYSGR |  | KYQADRLQSD |
| FAALLTGPLQ |  | RNPLCNLLSF |  | TYKLDPGGQS |  | FPFCARLLYK |  | DLTATLPTDV |
| TVTCQGVEVL |  | STSWEEQRAS |  | HETLFCTKPL |  | HQVFASFTRK |  | GEKLDMSLVS |
|            |  |            |  |            |  |            |  |            |

A: Аланін

C: Цистеїн

D: Аспарагінова кислота

E: Глутамінова кислота

F: Фенілаланін

G: Гліцин

H: Гістидин

I: Ізолейцин

K: Лізин

L: Лейцин

M: Метіонін

N: Аспарагін

P: Пролін

Q: Глутамін

R: Аргінін

S: Серин

T: Треонін

V: Валін

W: Триптофан

Кодований геном білок за функцією належить до фосфопротеїнів. 
Задіяний у таких біологічних процесах як поліморфізм, альтернативний сплайсинг. 
Локалізований у ядрі, хромосомах, центромерах, кінетохорі.